# Keirana longicollis
Keirana longicollis Bouček, 1988, è una specie parassitoide della famiglia degli Pteromalidi (Hymenoptera: Chalcidoidea).
La specie è l'unico rappresentante del genere Keirana Bouček, 1988, a sua volta unico della sottofamiglia Keiraninae Bouček, 1988.
È presente solo in Australia, è stata trovata nel Nuovo Galles del Sud su Callipappus fuliginosus (Rhynchota Homoptera, fam. Margaroridae).